# Skrabski Árpád
Skrabski Árpád (Budapest, 1939. november 16. – Budapest, 2009. december 27.) számítógépes mérnök, szociológus, demográfus. A szociológiai tudományok kandidátusa, főiskolai tanár.

## Kutatási területe
Műszeripari, közlekedési, egészségügyi információs rendszerek, az önkéntes kölcsönös biztosítási pénztárak megszervezése, törvényi szabályozása, az emberi és társadalmi erőforrások.

## Életpályája
A Budapesti Műszaki Egyetemen szerzett számítógépes mérnöki diplomát (1958-1963). Első munkaállomása a Műszeripari Kutatási Intézet, itt mint fejlesztő mérnök dolgozott (1963-1967), majd a Kerinforg osztályvezetője (1967-1974), később a Közlekedéstudományi Kutatóintézet tudományos csoportvezetője (1974-1981), osztályvezetője (1982-1983). A Transinnov tudományos főmunkatársa, osztályvezető (1983-1988). A Px Kft. (1989-1991), 1993-tól az Emberi Kockázatokat kezelő Kft. ügyvezető igazgatója, ugyanekkor a Kölcsönös Segélyegyleteket támogató Alapítvány, továbbá a Magyar Pénztárszövetkezet ügyvezető elnöke és az Önkéntes és Magánnyugdíjpénztári Szakképzési Intézet igazgatója. 1994-től a Zsámbéki Katolikus Tanítóképző Főiskola közgazdasági, pénzügyi és jogpedagógiai tanszékének tanszékvezető főiskolai tanára.
1993-ban lett a szociológiai tudományok kandidátusa A munkaképesség csökkenés pszichés háttértényezői a magyar lakosságban, reprezentatív felvétel alapján c. értekezése nyomán. (Budapest, 1991. 2 db.) 1996-tól az MTA Demográfiai Bizottságának tagja.
Több, széles körű országos reprezentatív felmérés feltételeinek megteremtője, ENSZ fejlesztési programokat és PHARE projekteket vezetett. Feleségével, Kopp Mária orvos-pszichológussal számos társadalomlélektani, magatartásszociológiai kutatást végzett. Skrabski Árpád számos könyv és könyvfejezet szerzője volt, több mint százharminc publikációja jelent meg.

## Családja
1965-ben kötött házasságot Kopp Mária (1942–2012) pszichológussal, akivel két gyermeküket nevelték fel, Luca (1974) és Fruzsina (1975).

## Munkáiból
- A társadalombiztosítás kármegelőzési tevékenységét kiszolgáló információs rendszer fejlesztési előfeltételeinek felmérése, előkészítése. Budapest : Transinnov, 1985. 39 p. 23 t.
- Alkoholizmus megelőzését szolgáló program : [tanulmány] / kidolgozta Buda Bélával, Samu Istvánnal, Szentesi Péterrel ; [közread. a] TRANSINNOV Számítástechnikai és Információs Osztály. Budapest : Transinnov, 1986. 149 p.
- Mit kér a nép? : Kielégítetlen szükségletek 1988-ban a magyar lakosságban. Budapest : Px Kft., 1989. 2 köt.
- Önkéntes kölcsönös biztosító pénztár : amit tudni kell. Többekkel. Budapest : VIZIN Manager Iroda, 1994. 50 p.
- Behavioural sciences applied to a changing society. (Kopp Máriával); [transl. by Beatrix Bata, Justin Price, Miklós Somogyi], Budapest : 1995. 232 p. ill. (Alkalmazott magatartástudomány angol nyelven).
- Társadalmi tőke és egészségi állapot az átalakuló társadalomban. Budapest : Corvinus, 2003. 162 p. ill.
- Skrabski Árpád–Kopp Mária: A boldogságkeresés útjai és útvesztői a párkapcsolatokban; Váci Egyházmegyei Hatóság, Vác, 2007
- Skrabski Árpád–Kopp Mária: A nevelésszociológia alapjai. Személyesség, szolidaritás, társadalmi azonosságtudat; Váci Egyházmegye, Vác, 2009
- Skrabski Árpád–Kopp Mária: A boldogságkeresés útjai. Az érett személyiségtől a kiegyensúlyozott párkapcsolatig; Heti Válasz, Bp., 2016

## Díjak, elismerések
- Polgári Magyarországért díj
- Magyar Örökség díj (2010, posztumusz)
- Stephanus-díj (2010, posztumusz)
- Budapest díszpolgára (2011, posztumusz)